# Университет Могадишо
Университет Могадишо (сомал. Jaamacadda Muqdisho, араб. جامعة مقديشو‎) — негосударственное некоммерческое высшее учебное заведение города Могадишо.

## История
Идея создания учебного заведения возникла в июне 1997 года, после чего на создание и открытие университета ушло пять лет. Он открылся в сентябре 1997 года как негосударственное некоммерческое высшее учебное заведение, управляемое Попечительским советом и Советом университета.
Университет Могадишо перенёс свою деятельность в свой главный кампус на окраине Могадишо.
Строительство главного кампуса в Могадишо было начато при содействии Исламского банка развития и других доноров. В 2008 году Университет Могадишо открыл ещё один кампус в северо-восточном городе Босасо, который недавно был преобразован в независимый университет под названием Университет Красного моря в Сомали.
Учреждение было приглашено присоединиться к Комитету сектора образования Сомалийского органа по координации помощи. 21 сентября 2004 года представители Фатхудин Мохамед, Уэстли Би и Хусейн М. Иман приняли участие в заседании комитета КСО СОКП по сектору образования в Найроби, Кения.
Два делегата из университета, доктор Абдурахман Моалим Абдуллахи, председатель Попечительского совета, и Абдуллахи Фарах Ассейр, доктор медицины, советник президента и руководитель факультета медицинских наук, посетили Норвегию с 10-дневным визитом, в ходе которого они подписали соглашение о партнёрстве с Университетом Тромсё.

## Обучение
Официально признанный Министерством образования, культуры и высшего образования Сомали, Университет Могадишо — это небольшое сомалийское высшее учебное заведение с совместным обучением (диапазон приёма uniRank: 4000–4999 студентов). Вуз предлагает курсы и программы, ведущие к официально признанным степеням высшего образования, таким как предварительные степени бакалавра (т. е. сертификаты, дипломы, ассоциированные или фундаментальные), степени бакалавра, магистра, доктора в нескольких областях обучения. 
В этом сомалийском высшем учебном заведении действует выборочная политика приёма, основанная на вступительных экзаменах и прошлой успеваемости студентов и их оценках. Диапазон приёма составляет 50-60 %, что делает эту сомалийскую организацию высшего образования средним отборным учебным заведением. В университет принимаются студенты, окончившие среднюю школу или имеющие сертификаты GCE. Перед зачислением студенты должны сдать квалификационные экзамены (устные и письменные), чтобы поступить на свою программу обучения.
Международные заявители имеют право подать заявку на зачисление. Университет также предоставляет студентам несколько академических и неакадемических возможностей и услуг, включая библиотеку, жильё, спортивные сооружения, финансовую помощь и / или стипендии, обучение за границей и программы обмена, а также административные услуг.

## Факультеты и научные центры

##### Факультеты
- Факультет шариата и права
- факультет образования
- Факультет искусств и гуманитарных наук
- Факультет экономики и менеджмента
- Факультет медицинских наук
- Факультет компьютерных наук и информационных технологий
- Факультет политических наук и государственного управления
- Инженерный факультет
- Медицинский факультет
- Факультет сельского хозяйства
- Факультет ветеринарии

##### Научные центры
- Институт сомалийских исследований
- Институт языков
- Сомалийский центр водных ресурсов и окружающей среды
- Центр общественных услуг и непрерывного образования